# Anthime Mazeran
Anthime Mazeran, né le 15 juillet 1907 à Fismes et mort le 10 aout 1986 à Boulogne-Billancourt, est un industriel et peintre français,.